# Vlásková buňka
Vláskové buňky jsou sekundární smyslové buňky  zodpovídající za příjem sluchových podnětů. Jsou označované jako receptorové elementy sluchového ústrojí  a v některých orgánech vytvářejí rozsáhlé sítě. Můžeme je najít v Cortiho orgánu, který je uložený na membrana basilaris ale i ve vestibulárním systému.

## Popis

Zevní vláskové buňky (modře)

Vláskové buňky jsou cylindrické buňky, které mají 40-80 nepohyblivých stereocilií, vyvinutých na apikální straně buňky. Délka stereocílií je na jednotlivých místech povrchu buňky různá. Stereocilie jsou ve skutečnosti vysoce specializované mikroklky s jedinou skutečnou cilií (řasinkou). Jsou uspořádány v řadách o zvětšující se délce, s největšími cíliemi o délce okolo 100 μm. Obvyklé uspořádání cílie je 9+2 mikrotubulů v proximálním úseku. V blízkosti nejdelší stereocílie se nacházejí těsně pod povrchem buňky bazální tělísko, není tu ale vytvořena axonema. V apikální části vláskových buněk se vyskytují četná mikrofilamenta tvořící mohutnou terminální síť, která zpevňují tuto oblast buňky. V hlubších partiích cytoplazmy vláskových buněk se nacházejí četné mitochondrie a mohutně vyvinuté hladké endoplazmatické retikulum. Elementy hladkého endoplazmatického retikula jsou v buňce uspořádány převážně podélně. Jádro můžeme najít v bazální oblasti buňky. Podle tvaru a způsobu aferentní inervace rozeznáváme dva typy vláskových buněk, a to elementy I. a II. třídy. Elementy I. třídy, jsou vybaveny velkým pohárkovitým zakončením, které obemyká větší část jejich báze. Na rozdíl od nich mají elementy II. třídy mnohem více drobných aferentních zakončení. Oba typy jsou ještě navíc opatřené nervovými zakončeními eferentními, které mají funkci tlumivou.

## Vláskové buňky v Cortiho orgánu

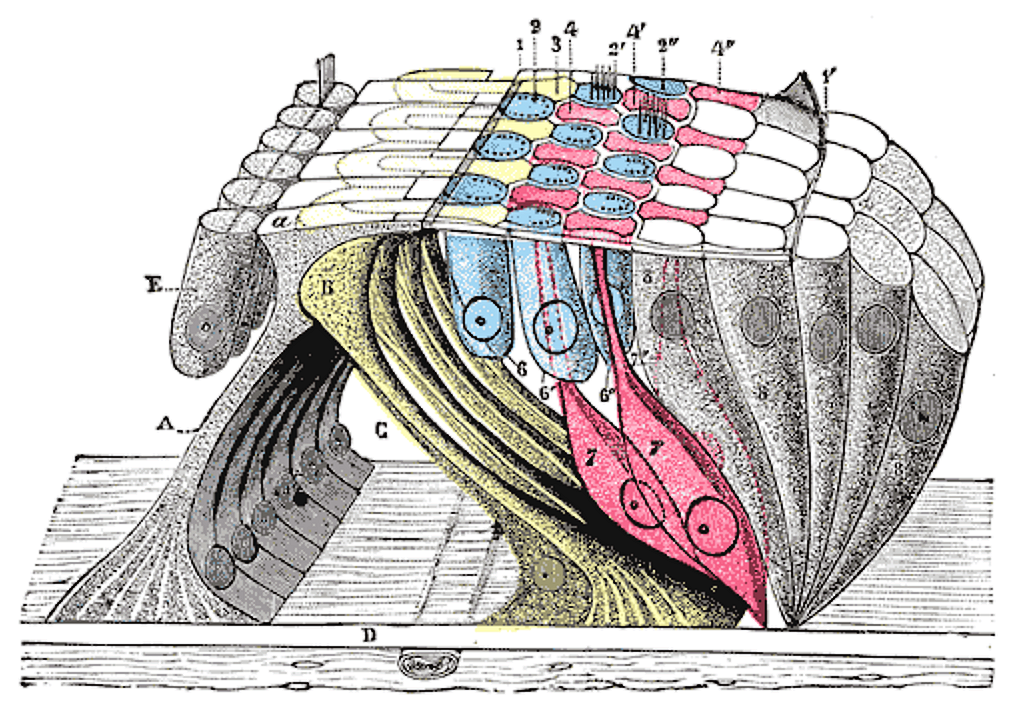
Mikroskopický pohled na Cortiho orgán

Cortiho orgán je vlastním orgánem sluchu. Obsahuje vláskové buňky, které jsou schopné odpovídat na různou zvukovou frekvenci, tedy audioreceptory. Orgán spočívá na tlusté vrstvě amorfní základní hmoty - bazilární membráně. Tato membrána obsahuje fibrily příbuzné keratinu. Šířka membrana basilaris činí v bazální části hlemýždě asi 100 μm, v apikální části přibližně 500 μm. Na membráně jsou uloženy dva typy vláskových buněk. Konkrétně jde o zevní a vnitřní vláskové buňky.

### Zevní vláskové buňky
Zevní vláskové buňky tvoří při bázi ductus cochlearis 3 řady, v druhém závitu 4 řady a v třetím závitu 5 řad buněk. Na povrchu těchto buněk vytvářejí stereocilie útvar, který má tvar písmena W.

### Vnitřní vláskové buňky
Vnitřní vláskové buňky tvoří 1 řadu po celé délce ductus cochlearis, jsou tedy uspořádané do tvaru úsečky.
V cytoplazmě přilehlé nejdelší stereocilii najdeme bazální tělísko. Na rozdíl od vestibulárních receptorů zde nejsou vyvinuty žádné kinocilie. Chybění kinocilie propůjčuje vláskovým buňkám symetrii, která je významná z hlediska senzorického přenosu.

## Vláskové buňky v orgánu rovnováhy
Proprioreceptory v orgánu rovnováhy jsou sekundární smyslové buňky, které také nazýváme buňky vláskové. Stereocilie mají uspořádané do řad. Na své apikální části obsahují kromě stereocilií také řasinku. Ta je umístěna v sousedství řady nejdelších stereocílií. Z bazálního tělíska tu odstupuje axonéma typu 9+2. Centrální mikrotubuly ale v průběhu řasinky záhy mizí. V distální části obsahuje řasinka axonému typu 9+0. Tato řasinka je zřejmě nepohyblivá. Ve vláskových buňkách se nachází mohutně vyvinutá terminální síť tvořená mikrofilamenty. Bazální oblasti vláskových buněk jsou obklopeny rozvětvenými dendrity bipolárních neuronů lokalizovaných v gangliích statoakustického nervu. Mezi buňkami vláskovými jsou umístěny cylindrické podpůrné buňky, které mají na apikální částí vyvinuty mikroklky. Proprioreceptory jsou ve vnitřním uchu soustředěny do 2 makul. Povrch obou makul je pokryt tlustou glykoproteinovou vrstvou, která je zřejmě produkována buňkami podpůrnými.